# Champereia
Champereia é um género botânico pertencente à família Opiliaceae.